# Chaetopoa
Chaetopoa rod jednogodišnjeg bilja iz porodice trava kojem pripadaju dvije endemske vrste iz Tanzanije.

## Vrste
1. Chaetopoa pilosa Clayton
2. Chaetopoa taylorii C.E.Hubb.